# Ghetto Warfare
Ghetto Warfare – kompilacyjny album amerykańskiego zespołu hip-hopowego M.O.P. Został wydany w 2006 roku.

## Lista utworów
Opracowano na podstawie źródła.
1. „Intro” – 0:58
2. „Welcome Back” (featuring Teflon) – 1:28
3. „Roc La Familia” (featuring Jay-Z, Memphis Bleek & State Property) – 3:46
4. „Instigator” (featuring Teflon) – 3:54 (Produced by 9th Wonder)
5. „Interlude” – 1:11
6. „Fuck M.O.P.” – 3:24
7. „Stomp tha Shit out Ya” (featuring Capone-N-Noreaga) – 3:01 (Produced by Tony Pizarro)
8. „Interlude” – 2:14
9. „Fire” – 4:48 (Produced by DR Period)
10. „Got to Go” – 3:47
11. „The Bottom” – 5:07
12. „Put It in the Air” (featuring Jay-Z) – 4:05 (Produced by Fizzy Womack, Laze E Laze)
13. „What the Fuck” – 4:18
14. „Wanna Be Gs” – 4:38 (Produced by M.O.P.)
15. „Live from Ground Zero” – 4:19 (Produced by Ill Will Fulton)
16. „Take a Minute” – 3:00 (Produced by Kouch)
17. „Muddy Waters” – 4:14 (Produced by Tommy Tee)
18. „G-Boy Stance” – 4:15 (Produced by DR Period)
19. „Bkny” – 4:29 (Produced by Heatmakerz)